# Perfect Insanity
Perfect Insanity es el noveno álbum de estudio del grupo Jaded Heart, lanzado en 2009. El disco cuenta con las colaboraciones del guitarrista Vinnie Moore, el vocalista Erik Martensson y el guitarrista Pontus Norgren, que también ha escrito un tema. La mezcla fue realizada por el productor del álbum, Chris Lausmann, mientras que el mastering se ha llevado a cabo en los estudios House Of Audio con Dennis Ward.
- Datos: Q6072339